# Dominica nos Jogos Pan-Americanos de 2015
Dominica competiu nos Jogos Pan-Americanos de 2015 em Toronto de 10 a 26 de julho de 2015. Não conquistou nenhuma medalha. O país competiu em 2 esportes com 5 atletas nesta edição.